# Saint Joseph (Dominica)
Saint Joseph ist die drittgrößte Parish auf der Insel Dominica. Die Parish hat 5626 Einwohner auf einer Fläche von 120,1 km². Der Rio Layou, ein Hauptfluss Dominicas, fließt hindurch.

## Orte
- Morne Raquette
- Saint Joseph
- Salisbury